# Campeonato Europeo de Patinaje de Velocidad sobre Hielo de 1992
El LXXXVI Campeonato Europeo de Patinaje de Velocidad sobre Hielo se celebró en Heerenveen (Países Bajos) del 17 al 19 de enero de 1992 bajo la organización de la Unión Internacional de Patinaje sobre Hielo (ISU) y la Federación Neerlandesa de Patinaje sobre Hielo.
Las competiciones se realizaron en el estadio Thialf de la ciudad neerlandesa.

## Resultados

### Masculino
| Evento              | Oro                                          | Plata                                     | Bronce                                      |
| ------------------- | -------------------------------------------- | ----------------------------------------- | ------------------------------------------- |
| 500 m               | Roberto Sighel · Italia · 37,89 s            | Peter Adeberg · Alemania · 37,98 s        | Rintje Ritsma · Países Bajos · 37,99 s      |
| 1500 m              | Falko Zandstra · Países Bajos · 1:54,01      | Ådne Søndrål · Noruega · 1:54,18          | Rintje Ritsma · Países Bajos · 1:54,65      |
| 5000 m              | Bart Veldkamp · Países Bajos · 6:42,03       | Johann Olav Koss · Noruega · 6:43,46      | Geir Karlstad · Noruega · 6:45,62           |
| 10 000 m            | Geir Karlstad · Noruega · 13:48,29           | Johann Olav Koss · Noruega · 13:52,02     | Falko Zandstra · Países Bajos · 13:52,65    |
| Clasificación total | Falko Zandstra · Países Bajos · 158,245 pts. | Johann Olav Koss · Noruega · 158,913 pts. | Rintje Ritsma · Países Bajos · 159,822 pts. |

### Femenino
| Evento              | Oro                                     | Plata                                     | Bronce                                     |
| ------------------- | --------------------------------------- | ----------------------------------------- | ------------------------------------------ |
| 500 m               | Emese Hunyady · Austria · 41,19 s       | Sandra Voetelink · Países Bajos · 41,37 s | Gunda Niemann · Alemania · 41,51 s         |
| 1500 m              | Gunda Niemann · Alemania · 2:04,54      | Emese Hunyady · Austria · 2:04,70         | Yvonne van Gennip · Países Bajos · 2:06,37 |
| 3000 m              | Gunda Niemann · Alemania · 4:17,68      | Heike Warnicke · Alemania · 4:18,67       | Emese Hunyady · Austria · 4:22,97          |
| 5000 m              | Gunda Niemann · Alemania · 7:19,29      | Heike Warnicke · Alemania · 7:21,06       | Carla Zijlstra · Países Bajos · 7:26,63    |
| Clasificación total | Gunda Niemann · Alemania · 169,898 pts. | Emese Hunyady · Austria · 171,480 pts.    | Heike Warnicke · Alemania · 172,887 pts.   |

## Medallero
- Solo se otorgan medallas en la clasificación general.

| Núm. | País         | Oro | Plata | Bronce | Total |
| ---- | ------------ | --- | ----- | ------ | ----- |
| 1    | Alemania     | 1   | 0     | 1      | 2     |
| 1    | Países Bajos | 1   | 0     | 1      | 2     |
| 3    | Austria      | 0   | 1     | 0      | 1     |
| 3    | Noruega      | 0   | 1     | 0      | 1     |
|      | TOTAL        | 2   | 2     | 2      | 6     |